# Сасо (Тренто)
Сасо је насеље у Италији у округу Тренто, региону Трентино-Јужни Тирол.
Према процени из 2011. у насељу је живело 250 становника. Насеље се налази на надморској висини од 344 м.